# أحمد جميل زاده
أحمد جميل (الاسم الحقيقي: أحمد ستار أوغلو جميل زاده ، 20 أكتوبر 1913، يريفان - 24 سبتمبر 1977، باكو) - شاعر أذربيجاني، عضو اتحاد كتاب أذربيجان منذ عام 1939، الحائز على جائزة الدولة الأذربيجانية (بعد وفاته في عام 1980).

## سيرته ذاتية
ولد جميل زاده أحمد ستار أوغلو في 20 أكتوبر عام 1913 في مدينة إيرافان بإقليم إيرافان لعائلة من الحرفيين.
تلقى تعليمه الابتدائي والثانوي في مدارس في مدينة كنجه. أثناء دراسته في الصف السابع الثانوي أحمد جميل نشرت قصيدته الأولى بإسم "جوزيل قافقاز" عام 1928 في مجلة "جيزيل جانجا".
ثم واسل تعليمه في كلية الآداب في المعهد التربوي العالي في باكو بين 1930-1933.
خلال الحرب العالمية الثانية، عمل أحمد جميل في مكاتب التحرير في شمال القوقاز، والصحف الأمامية لشبه جزيرة القرم ("معركة الإضراب"، "الهجوم"، "إلى الأمام من أجل الوطن").
في عام 1950، عمل كمستشار في اتحاد كتاب أذربيجان، وفي عام 1951 عمل كمحرر مؤقت في "الجريدة الأدبية".
قام بترجمة من اللغات الروسية والجورجية والأوكرانية والأرمنية والأوزبكية والبيلاروسية والطاجيكية إلى اللغة الأذربيجانية.
توفي في 24 سبتمبر 1977 في باكو.